# Recife de Maria Teresa
Recife de Maria Teresa é um suposto recife no Pacífico Sul (sul das ilhas Tuamotu e leste da Nova Zelândia); parece ser um recife fantasma. Também é conhecido como Ilha Tabor ou Recife Tabor em mapas franceses.

## Relatos
Foi relatado em 16 de novembro 1843 pelo capitão Asafe P. Taber (não "Tabor") do navio baleeiro Maria-Theresa, que foi situado em 37° 00′ S, 151° 00′ O, mais tarde ajustado para 37° 00′ S, 151° 13′ O. Foi procurado sem êxito em 1957. Em 1983, a posição do recife foi recalculado para 36° 50′ S, 136° 39′ O, mais de 1.000 km a leste da posição anterior, e novamente procurado, mas não encontrado. Sua existência é duvidosa.
Em 1966, a revista CQ publicou uma foto e descrição da transmissão de Don Miller a partir do que ele dizia ser o Recife de Maria Teresa. Isso já foi provado que é uma fraude. HMNZS Tui da Nova Zelândia fez uma extensa pesquisa da área na década de 70 e não encontrou águas rasas ou ilhas. As profundidades na região demonstraram ser 5.000 m.
Outros recifes nas proximidades historicamente relatados que parecem não existir incluem o Recife de Júpiter, Recife Wachusett e o Recife Ernest‑Legouvé. As aparições históricas desses recifes provavelmente foram inspirados pela suposta existência do Recife de Maria Teresa. Mesmo no século XXI, alguns mapas e atlas ainda mostram este grupo fictício de recifes no Pacífico sul.

## Na ficção
A ilha aparece nos romances de Júlio Verne em Os Filhos do Capitão Grant e A Ilha Misteriosa.
Em Os Filhos do Capitão Grant, a ilha é abrigo do capitão Grant e dois de seus tripulantes. Suas coordenadas são meio apagadas na mensagem de ajuda encontrado pelos filhos, que levam meses para encontrar os sobreviventes. No final do livro, Ayrton, o renegado, é deixado no lugar de Grant para viver entre as feras e recuperar a sua humanidade.
Em A Ilha Misteriosa, depois que eles se instalaram na Ilha Lincoln, os heróis encontrar uma mensagem em uma garrafa, que contém as coordenadas e o nome da ilha como, Ilha Tabor. Eles viajam para lá usando um pequeno navio para resgatar Ayrton, e trazê-lo de volta à civilização. Eventualmente, a garrafa acaba por ter sido enviada especificamente para os heróis pelo benevolente Capitão Nemo.